# Казанський Богородицький монастир
Казанський Богородицький монастир — православний монастир, насамперед відомий своєю колекцією іконопису, зокрема Казанською іконою Божої Матері. Розташований поблизу Казанського кремля, на схід від кремлівського пагорба, на Великій Червоній вулиці.
Монастир засновано 1579 року після пожежі, що охопила східну частину міста. Після вгамування вогню на одному з дворів була знайдена ікона Божої Матері. За легендою, про її місце перебування сповістила сама Богородиця, обравши посередницею 12-річну дівчинку, на ім’я Матрона. Після знахідки ікони на згарищі, за наказом царя Івана IV, розпочали будівництво Богородицького монастиря. За переказами, першою ігуменею була Матрона, яка після чернечого постригу отримала ім’я Мавра. 
У 1798–1902 роках зведено новий собор на честь Казанської ікони Божої Матері. Проєкт належав архітекторові Іванові Старову, а будівництво здійснено в стилі класицизму. У XIX столітті на території Казанського Богородицького монастиря збудували Нікольський храм та храм Вознесіння Христа, розташовані на північ і південь від головного собору. 
У період 1920–1930-х років умови життя в монастирі значно погіршилися. Радянська влада вороже ставилася до релігійної спадщини Казані, тому 1931 року було ухвалено рішення про ліквідацію головного собору. Як наслідок, люди знайшли прихисток у Петропавлівському храмі. 
У 1990–2000-х роках пострадянська влада ухвалила рішення про реставрацію Казанського Богородицького монастиря. Зокрема, було відновлено храм Вознесіння Христа. У 2016 році архітектори розпочали реставрацію головного собору Казанської ікони Божої Матері.

## Історія
За переказами 8 липня 1579 року 9-річна дівчинка Матрона знайшла ікону на місці, вказаному їй уві сні. Розповідь про це і про перші чудеса від ікони вперше склав священник Єрмолай — майбутній патріарх Гермоген, який згодом буде прославлений Російською церквою як священномученик. Набуття чудотворної ікони всього через 27 років після захоплення Казані російськими військами було сприйнято московитами як символічна подія величезного значення. У тому ж 1579 році, по государевому указу Івана IV Грозного, на цьому місці був заснований дівочий Богородицький монастир. Першою черницею в ньому, за переказами, стала сама дівчинка Матрона, що отримала після постригу ім'я Мавра.
Ополчення Мініна і Пожарського в 1612 році взяло в похід на Москву Казанську ікону, з благословення місцеблюстителя патріаршого престолу казанського митрополита Єфрема.
Оригінал ікони після походу 1612 року був повернений в Богородицький монастир Казані, а в Москві, в Казанському соборі на Червоній площі — був встановлений лише список ікони, хоча деякі москвичі згодом були схильні приймати за оригінал саме його.
Приплив паломників зробив Богородицький монастир відомою святинею Середнього Поволжя.
По реформі Катерини II (1764), яка поділила всі обителі Росії на штати (класи), він був зарахований до другого класу, а в 1809 році— до першого класу. Число черниць і послушниць поступово зросло від ~ 100 осіб на початку 19 століття до 500 до моменту революції.

## Архітектурний ансамбль
Територія монастиря займала кілька гектарів. Його архітектурний ансамбль за розмірами і розкішшю не мав собі рівних в Надволжі.

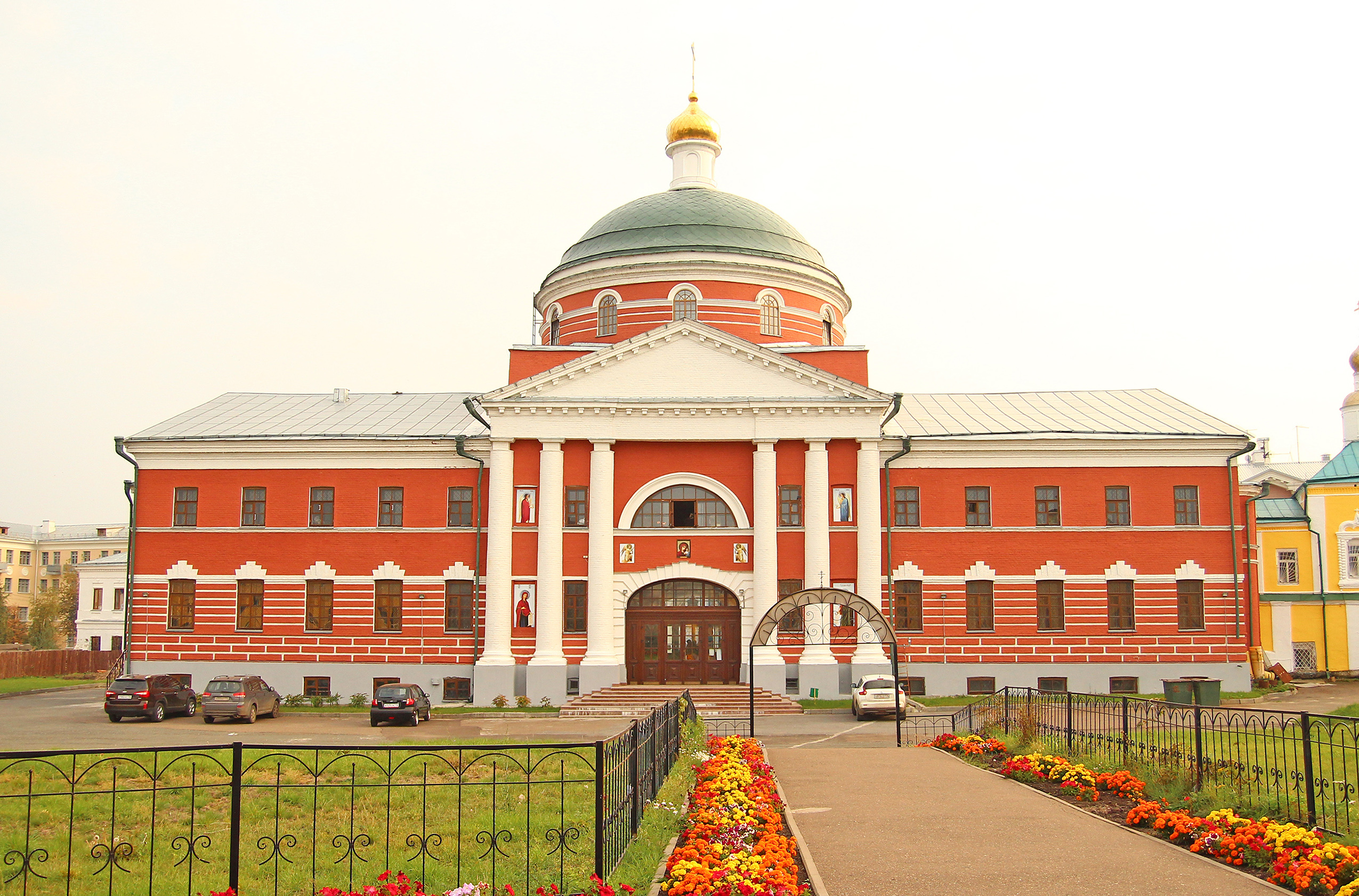
Вид з вулиці Міславського

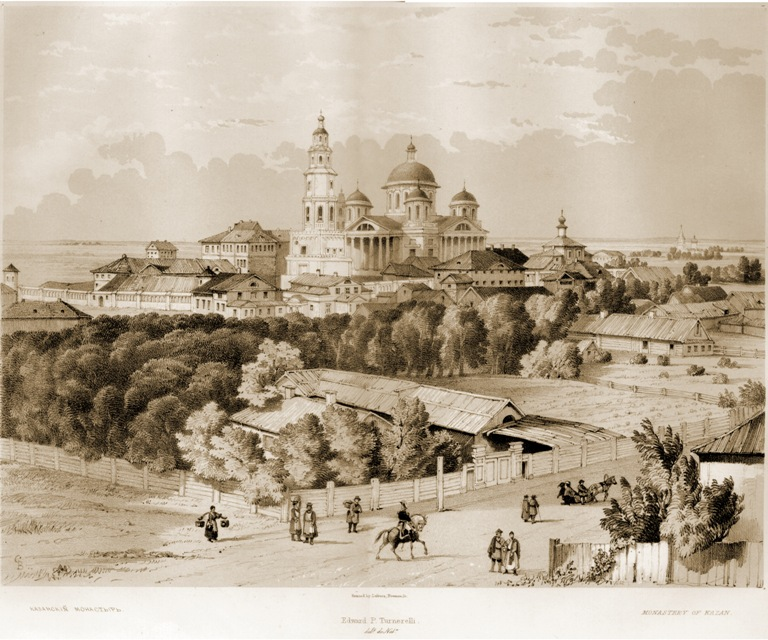
Монастир на гравюрі Е. Турнереллі (початок XIX століття)

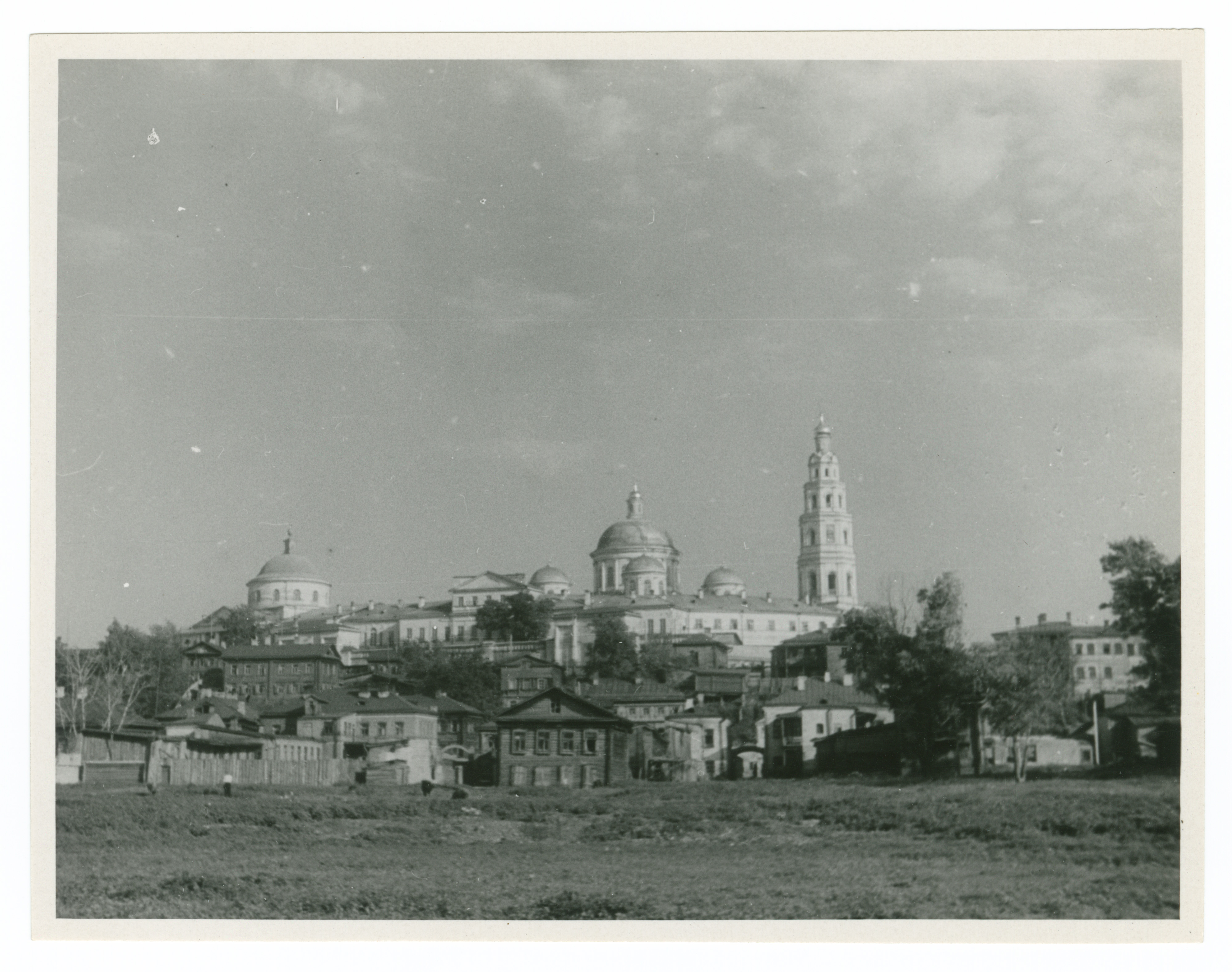
Вид на храм Миколи Тульського (ліворуч) і головний монастирський собор з Казанки

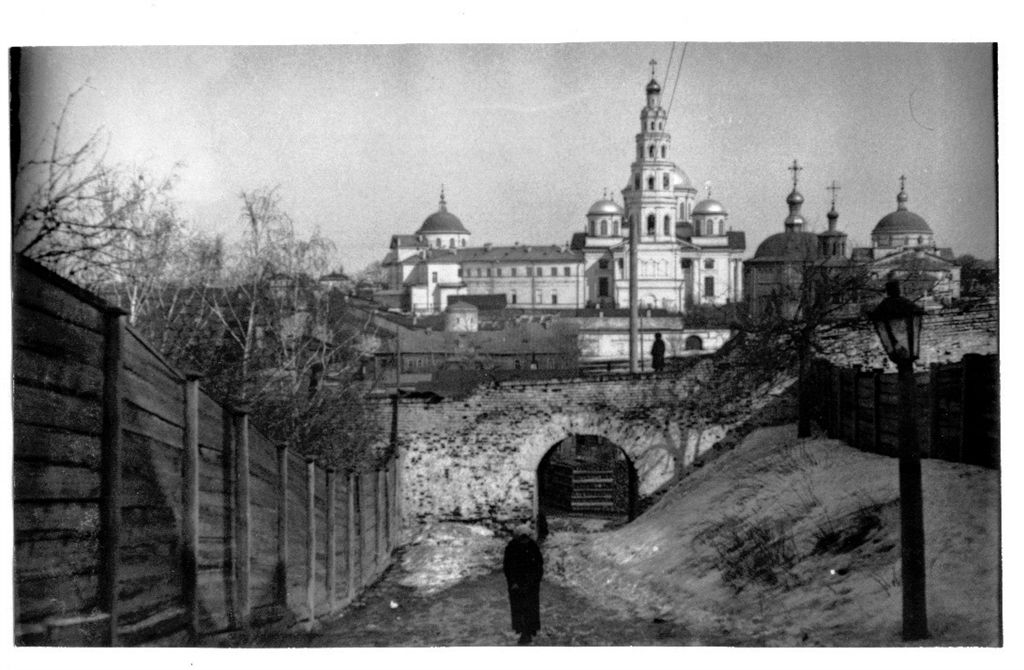
Вид на монастир і дзвіницю XVII століття від кремля

Головний собор, де і перебувала ікона, був побудований в стилі неокласицизму в 1798–1808 роках за проектом архітектора Івана Старова на місці ветхого кам'яного собору 1590-х років.
Його розміри 49 × 43 метри, а висота- 44 метри. Зовнішній вигляд собору визначали 5 напівсферичних куполів і 3 величезних фронтони з колонами — з усіх боків, крім вівтаря.
Два храми, побудовані навпроти нього — Нікольський і Хрестовоздвиженський також були зведені в стилі класицизму, але мали по одному великому напівсферичному куполу. Два основних корпуси — Настоятельский і Нікольський склали гігантське півколо, яке замкнуло класичний ансамбль в єдине ціле.
В цей ансамбль 19 століття увійшли дві давніших споруди — 55-метрова дзвіниця, одна з найвищих в Казані, і маленька Софійська надбрамна церква (обидві — середина 17 століття).

## Монастир після 1917 року
Після закриття у вересні 1918 року Казанського Кремля і його храмів в монастир були перенесені головні вцілілі святині Казанської єпархії: мощі святих Гурія і Варсонофія Казанських.
Хоча монастир не функціонував — протягом усіх 1920-х років діяла офіційно зареєстрована православна громада. У 1931 році, після руйнування собору громаду перевели в Петропавлівський собор, після чого більша частина ансамблю обителі піддалася руйнуванню.
З 1942 року на території колишньої обителі розміщувалася тютюнова фабрика; західна частина розореного ансамблю пізніше була забудована 5-поверховими будинкам, а в Хрестовоздвиженському храмі знаходився філологічний факультет Казанського педагогічного інституту (нині — університету).

## Відновлення. Сучасне життя

### Повернення Софійської церкви і Хрестовоздвиженського собору
У 1994 році віруючим була повернута Софійська церква, а в 2004-2005 роках повернуто і відреставровано великий Хрестовоздвиженський храм. 21 липня 2005 року Патріарх Московський Алексій II передав Казанській єпархії повернутий Папою Римським так званий Ватиканський список Казанської ікони Божої Матері. Цей список був поміщений в Хрестовоздвиженському храмі. Ватиканський список шанують братія та миряни, щодня до нього приходять безліч паломників.
Монастир з 2005 року відроджується як чоловічий, хоча до самого свого закриття у 1920 він був жіночим. З території монастиря була виведена тютюнова фабрика, яка знаходилася тут за радянських часів. Під час розкопок на території монастиря були виявлені останки черниць і послушниць обителі. 12 жовтня 2019 року вони були перепоховані на монастирському некрополі.

### Відтворення собору Казанської ікони Божої Матері
4 листопада 2015 року — в День народної єдності і свято Казанської ікони Божої Матері — президент Республіки Татарстан Рустам Мінніханов підписав указ «Про створення Болгарської ісламської академії та відтворення Собору Казанської ікони Божої Матері».

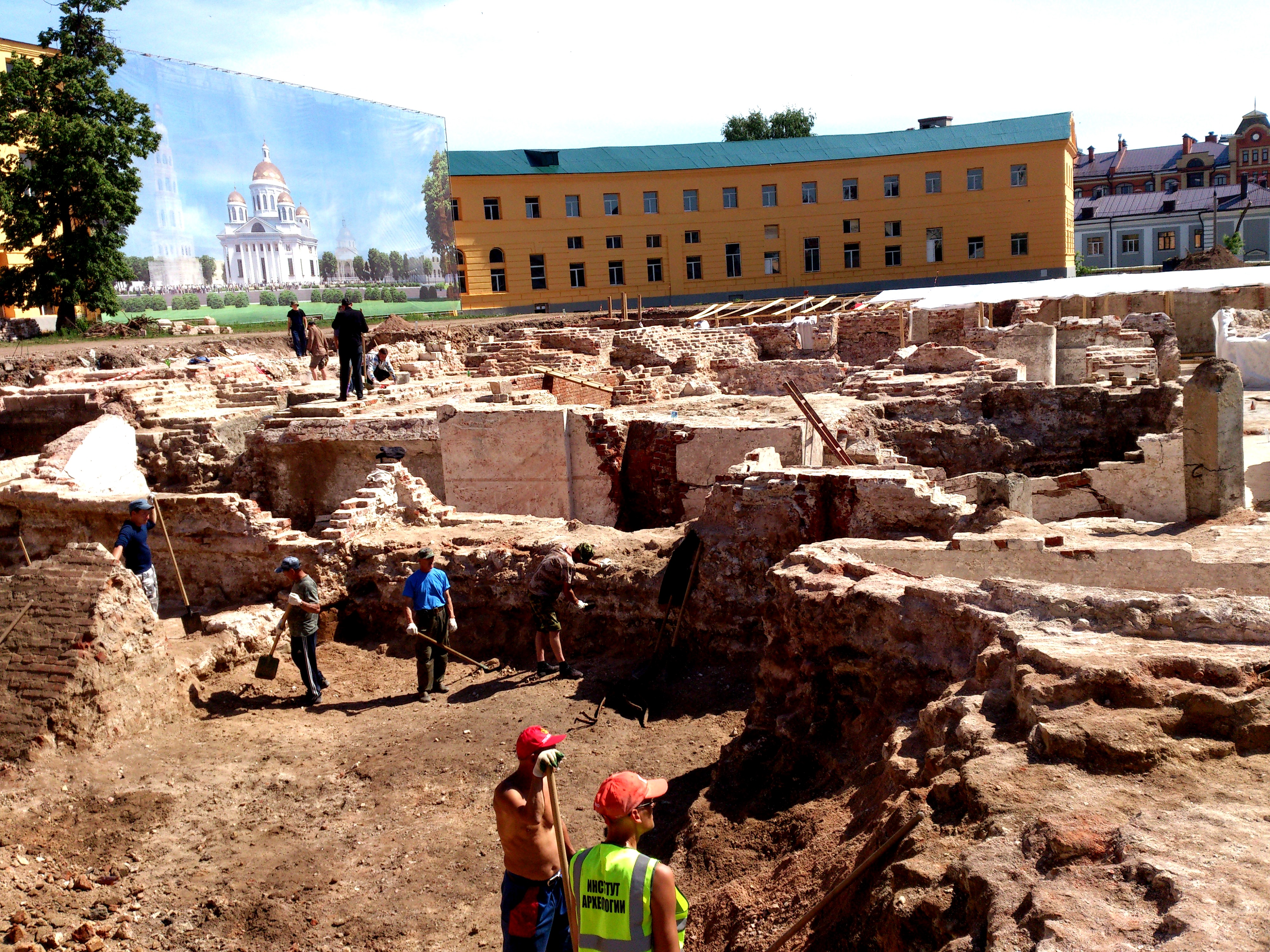
Розкопки в Казанському Богородицькому монастирі (25 травня 2016 року)

Відповідно до указу, «з метою збереження і розвитку традиційних духовних цінностей, зміцнення міжконфесійного і міжнаціонального миру і злагоди» було постановлено: підтримати ініціативу Духовного управління мусульман Російської Федерації, Центрального духовного управління мусульман Росії, Духовного управління мусульман Республіки Татарстан по створенню в місті Болгарі Спаського муніципального району Республіки Татарстан науково-освітнього та духовно-просвітницького мусульманського центру «Болгарська ісламська академія», а також ініціативу Татарстанської митрополії Руської православної церкви і мерії міста Казані «про відтворення Собору Казанської ікони Божої Матері в рамках комплексу Казанського Богородицького монастиря».
Тим же указом Кабінету міністрів Республіки Татарстан було наказано передбачити організацію заходів по закладці пам'ятного каменя на місці створення Болгарської ісламської академії 21 травня 2016 року і каменя на місці відроджуваного собору Казанської ікони Божої Матері 21 липня 2016 року, а також передбачити заснування пам'ятних книг і встановлення меморіальних знаків з метою увічнення пам'яті осіб, які зробили внесок у створення академії і відтворення собору.
Підтримку указу висловили учасники II Форуму православної громадськості Республіки Татарстан, що проходив в Казані 26 листопада 2015 року, закликавши «духовенство і мирян, представників бізнесу, культури і науки, всіх людей доброї волі надати всебічне сприяння богоугодній справі відродження всесвітньо відомої православної святині».
27 квітня 2016 року у місці, де раніше знаходився собор Казанської ікони Божої Матері, розпочалися археологічні розкопки.
21 липня 2016 року, в день святкування явлення ікони Пресвятої Богородиці у граді Казані, патріарх Московський Кирило освятив місце закладки відновлюваного собору Казанської ікони Божої Матері.

#### Печерний храм
У 1910 році велика княгиня Єлизавета Федорівна відвідала монастир і запропонувала влаштувати іконостас під собором Казанської ікони Божої Матері на місці, де була знайдена ікона, і печерний храм на честь Різдва Пресвятої Богородиці. Розробкою проекту зайнявся архітектор Олексій Щусєв. Роботи над влаштуванням в підвальному приміщенні храму, який також називають «Казанськими печерами», були завершені в 1913 році. В ході розкопок 2016 року було знайдено його залишки.
Фундамент, що зберігся був законсервований, і храм було вирішено відновити. У свято Іверської ікони Божої Матері, 25 лютого 2020 року, храм був освячений. Чин освячення здійснили митрополити Казанський і Татарстанський Феофан (Ашурков), Берлінський і Німецький Марк (Арндт), і єпископи Зеленоградський Сава (Тутунов), Альметьєвський і Бугульминський Мефодій (Зайцев) і Елабужський Інокентій (Васецький).